# بويغيات متشنكوفيلية
البويغيات المتشنكوفيلية (الاسم العلمي: Metchnikovellea) هي طائفة من الفطريات تتبع الشعبة البويغيات.

## التصنيف
- المتشنكوفيليات
  - المتشنكوفيلية
    - المتشنكوفيلا